# بيير روي
بيير روي هو لاعب هوكي الجليد كندي، ولد في 12 مارس 1952.

## وصلات خارجية
- بيير روي على موقع HockeyDB.com (الإنجليزية)
- بيير روي على موقع Hockey-Reference.com (الإنجليزية)